# Somogydöröcske
Somogydöröcske is een plaats (község) en gemeente in het Hongaarse comitaat Somogy. Somogydöröcske telt 196 inwoners (2001).